# Lenape
Lenape (angleško: /ləˈnɑːpi/, /-peɪ/, /ˈlɛnəpi/; Lenape languages: [lənaːpe]), imenovano tudi Lenni Lenape in ljudstvo Delaware, so avtohtoni prebivalci severovzhodnih gozdov, ki živijo v Združenih državah in Kanadi.
Zgodovinsko ozemlje Lenapejev je vključevalo današnji severovzhodni Delaware, celoten New Jersey, vzhodne regije Pensilvanije, Lehigh Valley in severovzhodna Pensilvanija, ter New York Bay, zahodni Long Island in spodnjo dolina Hudson v zvezni državi New York. Danes so skupnosti v Oklahoma, Wisconsin in Ontario.
V zadnjih desetletjih 18. stoletja so evropski naseljenci in posledice Ameriške revolucionarne vojne večino Lenapejev izselili iz njihovih domovin in jih potisnili proti severu in zahodu. V 60. letih 19. stoletja je v okviru politike preseljevanje Indijancev zvezna vlada ZDA večino Lenapejev, ki so ostali v vzhodnih ZDA, preselila na Indijansko ozemlje in okoliške regije.
Zvezno priznana plemena Lenape so Delaware Nation in Delaware Tribe of Indians v Oklahomi, Stockbridge–Munsee Community v Wisconsinu. Lenape  v Kanadi so Munsee-Delaware Nation, Delaware Nation at Moraviantown in Delaware First Nation iz Six Nations of the Grand River v Ontariu.

## Ime
Ime Lenni Lenape izvira iz dveh avtonimov, Lenni, kar pomeni "pristen, čist, resničen, izviren" in Lenape, kar pomeni "resnična oseba" ali "izvirna oseba". Lënu se lahko prevede kot "moški". Adam DePaul, skrbnik zgodb "Lenape Nation of Pennsylvania", imenuje ime "anglizirano slovnično napako, ki v bistvu pomeni 'izvirni ljudje ljudje'". Medtem, ko priznava, da se nekateri Lenapeji identificirajo kot Lenni Lenape ali Delaware, DePaul pravi, da je "najboljša beseda za nas preprosto 'Lenape'".
Ko so se prvič srečali z evropskimi naseljenci, so bili Lenapeji ohlapna zveza tesno povezanih ljudstev, ki so govorila podobne jezike in si delila družinske vezi na območju, znanem kot Lenapehoking, zgodovinsko ozemlje Lenapejev, ki se je razprostiralo na današnji vzhodni Pensilvaniji, New Jerseyju, Spodnjem New York Bayu in vzhodnem Delawareu.
Skupno ime plemena Delaware izvira iz francoščine. Angleški kolonisti so poimenovali reka Delaware po prvem guvernerju province Virginije, Thomas Westu, 3. baron De La Warru. Britanski kolonisti so začeli Lenapeje imenovati Delaware Indijanci zaradi kraja, kjer so živeli. 
Švedski kolonisti so se prav tako naselili na tem območju in švedski viri so Lenape imenovali Renappi.

## Dežela
Zgodovinska dežela Lenape, Lenapehoking (Lënapehòkink), je bila veliko ozemlje, ki je obsegalo regiji doline Delaware in doline Lehigh v vzhodni Pensilvaniji in New Jerseyju od severnega brega reke Lehigh vzdolž zahodnega brega reke Delaware do Delawara in zaliva Delaware. Njihove dežele so se raztezale tudi zahodno od zahodnega Long Islanda in zaliva New York, čez spodnja dolina Hudsona v New Yorku do spodnjih Catskillsov in ozkega pasu zgornjega roba reke North Branch Susquehanna. Na zahodni strani so Lenape živeli v več majhnih mestih ob rekah in potokih, ki so napajali vodotoke, in so verjetno delili lovišče porečja reke Schuylkill z rivalskimi irokeškimi Susquehannocki.
Danes ima narod Munsee-Delaware lasten indijanski rezervat, Munsee-Delaware Nation 1, v jugozahodnem Ontariu. Narod Delaware v Moraviantownu ima majhen, 13 sq mi (34 km2) rezervat v Chatham-Kentu, Ontario. Delaware iz Šestih narodov si deli Glebe Farm 40B v Brantfordu, Ontario in Indijanski rezervat Šestih narodov št. 40, ki si ga deli s šestimi Haudenosaunee ljudstvi v Ontariu.
Skupnost Stockbridge-Munsee ima 22.139-akrov (89,59 km2) indijanski rezervat v Wisconsinu, od tega 16.255 akrov (65,78 km2) v zveznem skrbništvu. Narod Delaware ima plemensko jurisdikcijsko območje v okrožju Caddo, Oklahoma, ki si ga deli z narodom Caddo in Wichita in pridruženimi plemeni.

## Jeziki
Jezika Unami in Munsee spadata v vzhodno algonkinsko jezikovno skupino in sta v veliki meri medsebojno razumljiva. Moravski misijonar John Heckewelder je zapisal, da sta Munsee in Unami "izšla iz enega starševskega jezika." Od leta 2023 le nekaj starešin prvega naroda Delaware v Moraviantownu, Ontario, tekoče govori Munsee.
William Penn, ki se je prvič srečal z Lenapeji leta 1682, je dejal, da so Unami uporabljali naslednje besede: "mati" je bila anna, "brat" je bil isseemus in "prijatelj" je bil netap. Svojim angleškim kolonistom je naročil: "Če jih kdo prosi za kaj, česar nimajo, bodo odgovorili, mattá ne hattá, kar v prevodu pomeni 'imam ne', namesto 'nimam'."
Jeziki Lenape so bili nekoč izključno govorjeni jeziki. Leta 2002 je pleme Delaware Indians prejelo denarno pomoč za financiranje projekta »The Lenape Talking Dictionary«, s katerim so ohranili in digitalizirali južni narečje Unami.

## Družba

### Klani in sorodstveni sistemi
V času evropske naselitve v Severni Ameriki bi se Lenape primarno identificirali s svojo ožjo družino in klanom, prijatelji in vaško enoto, nato pa z okoliškimi in znanimi vaškimi enotami, sledili pa bi bolj oddaljeni sosedje, ki so govorili isti dialekt, in končno, s tistimi v okolici, ki so govorili medsebojno razumljive jezike, vključno z plemenom Nanticoke, ki je živelo južno in zahodno od njih v današnjem zahodnem Delaware in vzhodnem Marylandu.
Med mnogimi algonkinskimi ljudstvi vzdolž vzhodne obale Združenih držav Amerike so bili Lenape obravnavani kot dedki, od katerih so izvirala druga algonkinsko govoreča ljudstva.
Lenape so imeli konec 17. stoletja tri klane, od katerih je vsak zgodovinsko imel dvanajst podklanov. Trije primarni klani Lenape so: Volk (Tùkwsit), Želva (Pùkuwànku), in Puran (Pële). Klanski sistem Lenape je matrilinearen in zgodovinsko so bili matrilokalna družba, kar pomeni, da so se možje preselili v domove svojih žena. Otroci pripadajo klanu svoje matere, od katerega pridobijo družbeni status in identiteto. Znotraj zakona sta imela moški in ženska razmeroma ločene in enake pravice, vsak je nadzoroval svoje premoženje in dolgove, kar kaže na nadaljnje znake ženske moči v hierarhični strukturi.

### Lov, ribolov in kmetovanje
Lenape so prakticirali sosedsko sajenje, pri katerem so ženske gojile številne sorte "Treh sester": koruzo, fižol in buče. Moški so lovili, ribarili in drugače nabirali morsko hrano. V 17. stoletju so Lenape prakticirali požigalništvo kmetijstvo.Uporabljali so ogenj za upravljanje zemlje. Nadzorovana uporaba ognja je povečala produktivnost kmetijskih zemljišč. Po besedah nizozemskega naseljenca Isaaca de Rasieresa, ki je leta 1628 opazoval Lenape, so Lenape marca sadili svojo glavno kulturo, koruzo. Sčasoma so se Lenape prilagodili evropskim metodam lova in kmetovanja s kovinskimi orodji.
Moški so svoje kmetijsko delo omejili na čiščenje polja in obdelavo zemlje. Preostali del leta so se predvsem ukvarjali z lovom in ribolovom: od septembra do januarja in od junija do julija so lovili predvsem jelene, od januarja do spomladanske setve v maju pa so lovili vse od medvedov in bobrov do rakunov in lisic. Nizozemski naseljenec David de Vries, ki je ostal na tem območju od 1634 do 1644, je opisal lov Lenape v dolini Achinigeu-hach (ali Ackingsah-sack, reka Hackensack), pri katerem je 100 ali več moških stalo v vrsti na razdalji več korakov drug od drugega in se udarjalo po stegnenicah, da bi živali pognali proti reki, kjer bi jih lahko zlahka ubili. Druge metode lova so vključevale laso in utapljanje jelenov, pa tudi oblikovanje kroga okoli plena in zažiganje grmovja. Prav tako so nabirali velike količine rib in školjk iz zalivov na tem območju, in v južnem New Jerseyju so celo leto nabirali školjke. Ena od tehnik, ki so jo uporabljali pri ribolovu, je bila dodajanje mletih kostanjev v potočno vodo, da bi ribe omamili in jih lažje ujeli.
Uspeh teh metod je plemenu omogočil, da je ohranilo večjo populacijo, kot so jo takrat lahko podpirala druga, nomadska lovsko-nabiralniška ljudstva v Severni Ameriki.Znanstveniki so ocenili, da je bilo v času evropske naselitve samo na območju današnjega New Yorka približno 15.000 Lenapejev na približno 80 naselitvenih lokacijah. Leta 1524 so Lenapeji v kanujih srečali Giovannija da Verrazzana, prvega evropskega raziskovalca, ki je vplul v pristanišče New York.
Evropski naseljenci in trgovci iz kolonij Nove Nizozemske in [Nova Švedska|Nove Švedske]] v 17. stoletju so trgovali z Lenapeji za kmetijske pridelke, predvsem koruzo, v zameno za železno orodje. Lenapeji so prav tako urejali stike med Minquasi ali Susquehannocki ter Nizozemsko zahodnoindijsko družbo in Švedsko južno družbo, da bi pospešili severnoameriško trgovino s krznom. Lenapeji so bili glavni proizvajalci delovno intenzivnega wampuma ali školjčnih kroglic, ki so jih tradicionalno uporabljali v obredne namene in kot okrasje. Po prihodu Nizozemcev so začeli menjati wampum za bobrove kože, ki so jih dobavljali irokeško govoreči Susquehannocki in drugi Minquasi. Te kože so menjali za nizozemski in, od poznih 1630-ih, tudi švedski uvoz. Odnosi med nekaterimi Lenapejskimi in Minquaskimi političnimi enotami so se v poznih 1620-ih in zgodnjih 1630-ih za kratek čas poslabšali, vendar so bili večino časa razmeroma mirni.

### Oblačila in okrasje
Zgodnji evropski naseljenci, zlasti Nizozemci in Švedi, so bili presenečeni nad spretnostjo Lenapejev pri izdelavi oblačil iz naravnih materialov. V vročem vremenu so moški in ženske nosili le ledvene preveze oziroma krila, medtem ko so za zimske plašče uporabljali bobrove ali medvedje kože. Poleg tega so oba spola v mrazu lahko nosila jelenje usnjene gamaše in mokasine. Ženske so nosile dolge lase, običajno pod boki, medtem ko so moški ohranili le majhen "okrogel greben, premera približno 2 palca". Jelenja dlaka, obarvana v temno škrlatno barvo, ter peresne plošče so bili priljubljeni sestavni deli naglavnih okraskov in prsnih okraskov za moške. Lenapeji so se prav tako krasili z različnimi okraski iz kamna, školjk, živalskih zob in krempljev. Ženske so pogosto nosile naglavne trakove iz obarvane jelenje dlake ali wampuma. Svoja kožna krila so poslikale ali jih okrasile z bodicami ježevcev. Ta krila so bila tako bogato okrašena, da so Nizozemce, ko so jih videli od daleč, spominjala na fino evropsko čipko. Zimski plašči žensk so bili osupljivi, izdelani iz iridescenčnih telesnih peres divjih puranov.

### Prosti čas
Lenni Lenape so igrali igro pahsaheman: hibrid, podoben nogometu, razdeljen po spolu. Več kot sto igralcev je bilo razdeljenih v ekipe po spolih (moške in ženske), da bi poskušali spraviti žogo skozi gol druge ekipe. Moški niso smeli nositi in podajati žoge, ampak so smeli uporabljati le noge, medtem ko so ženske smele nositi, podajati ali brcati. Če je žogo pobrala ženska, je moški niso smeli podreti, čeprav so moški lahko poskušali žogo izbiti. Ženske so smele podirati moške.
Druga pogosta dejavnost je bil ples in spet so se pojavile razlike med spoloma: moški so plesali in glasno skakali, pogosto z dodatki iz medvedjih krempljev, medtem ko so ženske nosile majhne naprstnike ali zvončke, "bi plesale bolj skromno, stopal "eno nogo za drugo rahlo naprej in nato nazaj, vendar tako, da bi postopoma napredovale".

### Etnobotanika
Lenapejski zeliščarji, ki so bile predvsem ženske, so svoje obsežno znanje o rastlinskem svetu uporabljale za zdravljenje bolezni svoje skupnosti, včasih s pomočjo obredov. Lenape so našli uporabo v drevesih, kot je črni oreh, ki so ga uporabljali za zdravljenje lišajev, in pri kakijih, ki so jih uporabljali za zdravljenje težav z ušesi.
Lenape nosijo plodove divjega kostanja v žepu za revmatizem in poparek zmletih plodov, pomešanih s sladkim oljem ali ovčjo mastjo, za bolečine v ušesih. Plodove tudi zmeljejo in jih uporabljajo za zastrupljanje rib v potokih. Za bolečine v ušesih uporabljajo tudi obkladek iz zdrobljenih plodov s sladkim oljem.

## Zgodovina

### Stik z Evropejci
Prvi zabeleženi stik Evropejcev z ljudmi, za katere se domneva, da so bili Lenape, je bil leta 1524. Raziskovalca Giovannija da Verrazzana so pozdravili lokalni Lenape, ki so prišli s kanuji, potem ko je njegova ladja vplula v današnji Spodnji zaliv New Yorka.

### Zgodnje kolonialno obdobje
V času trajnega stika z Evropejci v 17. do 19. stoletju so bili Lenape močan indijanski narod, ki je naseljeval območje na srednjeatlantski obali, ki se je raztezalo od južne Massachusettsa do južnega dela Delawarea, v tistem, kar antropologi imenujejo "Severovzhodni gozdovi". Čeprav nikoli niso bili politično združeni, je konfederacija Lenape približno obsegala območje okoli in med rekama Delaware in spodnjim Hudsonom ter vključevala zahodni del Long Islanda v današnjem New Yorku. Nekatera njihova krajevna imena, kot so Manhattan ("otok mnogih hribov"), Raritan in Tappan, so prevzeli nizozemski in angleški kolonisti za identifikacijo ljudstva Lenape, ki je tam živelo.

### 17. stoletje
Lenape so imeli kulturo, v kateri sta klan in družina nadzorovala lastnino. Evropejci so pogosto poskušali skleniti pogodbe za zemljo s plemenskimi poglavarji, pri čemer so zamenjevali njihovo kulturo s kulturo sosednjih plemen, kot so Irokezi. Dodatna zapletenost v komunikaciji in razumevanju je bila, da so sorodstveni izrazi, ki so jih pogosto uporabljali evropski naseljenci, imeli za Lenape zelo različne pomene: "očetje" niso imeli enakega neposrednega starševskega nadzora kot v Evropi, "bratje" so lahko bili simbol enakosti, lahko pa so se razlagali tudi kot vzporedni bratranci, "bratranci" so se razlagali le kot križni bratranci itd. Vse te dodane zapletenosti v sorodstvenih izrazih so še otežile dogovore z Evropejci. Lenape bi vložili pritožbe na podlagi tega, da v transakciji niso bile priznane vse njihove družine (ne da bi želeli "deliti" zemljo). Po prihodu Nizozemcev in kratki ustanovitvi Fort Nassau (ob bregu reke Delaware v današnjem Gloucester City, New Jersey) v 1620-ih so Lenape uspešno omejevali nizozemsko naseljevanje do 1660-ih in sicer ne dlje kot do Pavonie v današnjem Jersey City ob Hudsonu. Nizozemci so končno ustanovili garnizijo v Bergenu, kar je omogočilo naseljevanje zahodno od Hudsona znotraj province Nova Nizozemska. To zemljišče je bilo kupljeno od Lenapov.
New Amsterdam so leta 1624 ustanovili Nizozemci na območju, ki je kasneje postalo New York City. Nizozemski naseljenci so 3. junija 1631 ustanovili tudi kolonijo v današnjem Lewes, Delaware in jo poimenovali Zwaanendael Colony (Labodja dolina). Kolonija je imela kratko življenjsko dobo, saj je leta 1632 lokalna skupina Lenapejev ubila 32 nizozemskih naseljencev, potem ko je nesporazum eskaliral zaradi oskrunjenja insignij Nizozemske zahodnoindijske družbe s strani Lenapejev. Hitra sprejetje trgovskega blaga s strani Lenapejev in njihova želja po lovu na krzno, da bi zadovoljili veliko evropsko povpraševanje, sta povzročila prekomerno izkoriščanje populacije bobrov v spodnji dolini Hudsona. Ko so se viri krzna izčrpali, so Nizozemci svoje dejavnosti preusmerili v današnji zgornji New York. Lenapeji, ki so proizvajali wampum v bližini otoka Manhattan, so začasno preprečili negativne učinke upada trgovine.
Med posledičnimi Bobrovimi vojnami v prvi polovici 17. stoletja so evropski kolonisti skrbno preprečevali dostop do strelnega orožja obalnim Lenapejem, medtem ko so rivalska Iroquois ljudstva na severu in zahodu, kot so Susquehannocki in Haudenosaunee, postala razmeroma dobro oborožena. Premagali so Lenapeje, in nekateri učenjaki menijo, da so Lenapeji morda postali podložni Susquehannockom. Po vojni so Lenapeji Susquehannocke imenovali "strici". Irokeška konfederacija je leta 1676 dodala Lenapeje v "Covenant Chain" in Lenapeji so bili tributarni Konfederaciji do leta 1753, tik pred izbruhom francosko in indijanske vojne (del sedemletne vojne v Evropi).
Zgodovinski zapisi iz sredine 17. stoletja kažejo, da je večina lenapejskih političnih enot obsegala nekaj sto ljudi, vendar je mogoče, da so bile nekatere precej večje pred tesnim stikom, glede na vojne med Susquehannocki in Irokezi, ki so bili oboroženi s strani nizozemskih trgovcev s krznom, medtem ko so bili Lenape v sporu z Nizozemci in so tako izgubili to oboroževalno tekmo. Leta 1648 je bila skupina Lenape Axion največje pleme na reki Delaware, z 200 bojevniki.
Epidemije na novo uvedenih evropskih nalezljivih bolezni, kot so črne koze, ošpice, kolera, gripa in dizenterija, so zmanjšale populacijo Lenape. Oni in drugi domorodni narodi niso imeli naravne imunosti. Ponavljajoči se nasilni konflikti z Evropejci so prav tako opustošili populacijo Lenape.
Leta 1682 sta William Penn in kvekerski kolonisti ustanovili angleško kolonijo Pensilvanijo, ki se je začela ob spodnjem toku reke Delaware. Med novoprispelimi kolonisti in Lenape je bila sklenjena mirovna pogodba v današnjem Penn Treaty Parku. V desetletjih, ki so sledila, je v regijo prispelo približno 20.000 novih kolonistov, kar je povzročilo pritisk na naselja in lovišča Lenape. Penn je pričakoval, da bo njegova avtoriteta in avtoriteta kolonialne vlade Pensilvanije imela prednost.

### 18. stoletje
William Penn je umrl leta 1718. Njegova dediča John in Thomas Penn in agenti so vladali koloniji in so opustili številne prakse Williama Penna. V poskusu zbiranja denarja so razmišljali o načinih prodaje zemlje Lenape kolonialnim naseljencem, kar je kulminiralo v Walking Purchase. Sredi 1730-ih so kolonialni administratorji izdelali osnutek zemljiške listine iz 1680-ih. William Penn se je obrnil na več voditeljev Lenapejevih političnih enot v spodnjem toku reke Delaware, da bi razpravljali o prodaji zemlje severneje. Ker zadevna zemlja ni pripadala njihovim političnim enotam, pogovori niso privedli do dogovora. Toda kolonialni administratorji so pripravili osnutek, ki se je ponovno pojavil v 1730-ih. Pennovi in njihovi podporniki so ta osnutek predstavili kot legitimno listino, vendar so voditelji Lenapejev v spodnjem toku reke Delaware to zavrnili.
Po besedah zgodovinarja Stevena C. Harperja je sledilo "zapleteno zaporedje prevar, goljufij in izsiljevanja, ki ga je orkestriral pensilvanski vlada in je splošno znano kot Walking Purchase". Na koncu so bili vsi Lenapeji, ki so še živeli ob reki Delaware, pod grožnjo nasilja pregnani z ostankov svoje domovine. Nekatere Lenapejeve politične enote so se sčasoma maščevale z napadi na pensilvanska naselja. Ko so se upirali evropski kolonialni širitvi na vrhuncu francoske in indijanske vojne, so britanske kolonialne oblasti preiskale vzroke za nezadovoljstvo Lenapejev. Britanci so prosili sira Williama Johnsona, 1. baroneta, nadzornika indijanskih zadev, da vodi preiskavo. Johnson je obogatel kot trgovec in pridobil na tisoče hektarjev zemlje v regiji reke Mohawk od Irokezov Mohawk iz New Yorka.
Leta 1757 je organizacija, znana kot New Jersey Association for Helping the Indians, napisala ustavo za izgon domorodnih Munsee Lenape iz njihovih naselij na območju današnje Washington Valley v okrožju Morris, New Jersey. Kolonisti, ki jih je vodil velečasni John Brainerd, so prisilno preselili 200 ljudi v Indian Mills, takrat znano kot Brotherton, industrijsko mesto z mlini in žagami, ki je bilo prvi indijanski rezervat v New Jerseyju. Velečasni John Brainerd je rezervat zapustil leta 1777.
Leta 1758 je bil podpisan Easton Treaty med Lenape in evropskimi kolonisti. V njem je bilo od Lenape zahtevano, da se preselijo proti zahodu iz današnjega New Yorka in New Jerseyja, napredujoč v Pensilvanijo in nato v današnji Ohio in naprej. Skozi 18. stoletje so se mnogi Lenape preselili na zahod v razmeroma izpraznjeno zgornje porečje reke Ohio, vendar so občasno sprožili tudi nasilne napade na naseljence daleč izven območja.
V začetku 18. stoletja je Moravska cerkev ustanovila misijone v naseljih Lenape. Moravci so od krščanskih spreobrnjencev zahtevali, da delijo moravski pacifizem in živijo v strukturirani in evropsko urejeni misijonski vasi. Moravski pacifizem in nepripravljenost priseči zvestobo sta povzročila konflikte z britanskimi kolonialnimi oblastmi, ki so iskale pomoč proti Francozom in njihovim indijanskim zaveznikom v francosko-indijanski vojni. Moravsko vztrajanje, da krščanski Lenape opustijo tradicionalne vojaške prakse, je odtujilo misijonsko prebivalstvo od drugih Lenape in indijanskih skupin, ki so častile bojevnike.
Lenape so se sprva postavili na stran Francije, saj so upali, da bodo preprečili nadaljnje evropsko kolonialno poseganje v njihova naselja. Njihovi poglavarji Teedyuscung na vzhodu in Tamaqua blizu današnjega Pittsburgha so se preusmerili na sklepanje zavezništev z britanskimi kolonialnimi oblastmi. Vodja Lenapejev Killbuck (tudi Bemino) je pomagal Britancem proti Francozom in njihovim indijanskim zaveznikom. Leta 1761 je Killbuck vodil britanski oskrbovalni pratež od Fort Pitta do Fort Sanduskyja. Leta 1763 je Bill Hickman, Lenape, opozoril angleške koloniste v regiji reke Juniata v današnji Pensilvaniji na bližajoči se napad.
Po koncu francoske in indijanske vojne so evropski naseljenci še naprej napadali Lenapeje, pogosto do te mere, da je, kot piše zgodovinarka Amy Schutt, število mrtvih po vojnah preseglo število ubitih med vojno. Leta 1763 je bil Teedyuscung ubit med požigom njegovega doma. Njegov sin Captain Bull se je odzval z napadom na naseljence, ki jih je sponzorirala družba Susquehanna, v današnji regiji doline Wyoming v Pensilvaniji. Mnogi Lenapeji so se pridružili [Ottawa_(pleme)#Pontiacov_upor|Pontiacovi vojni]] in so bili med Indijanci, ki so istega leta oblegali današnji Pittsburgh.

#### Ameriška revolucionarna vojna
V zgodnjih 1770-ih so misijonarji, vključno z Davidom Zeisbergerjem in Johnom Heckewelderjem, prispeli v deželo Ohio blizu vasi Lenapejev. Moravska cerkev je poslala te može, da spreobrnejo domorodna ljudstva v krščanstvo. Ustanovili so več misijonov, vključno z Gnadenhuttenom, Lichtenauom in Schoenbrunnom. Misijonarji so pritiskali na domorodna ljudstva, naj opustijo svoje tradicionalne običaje, verovanja in načine življenja ter jih nadomestijo z evropskimi in krščanskimi načini. Mnogi Lenapeji so sprejeli krščanstvo, drugi pa so to zavrnili. Lenapeji so v 1770-ih postali razdeljeno ljudstvo, tudi v Killbuckovi družini. Killbuck je zameril svojemu dedu, ker je Moravanom dovolil ostati v deželi Ohio. Moravani so verjeli v pacifizem, Killbuck pa je verjel, da vsak spreobrnjenec k Moravanom Lenapejem odvzame bojevnika, ki bi ustavil nadaljnjo belo naselitev njihove zemlje.
Na začetku ameriške revolucionarne vojne so Killbuck in mnogi Lenapeji trdili, da so nevtralni. Druge sosednje indijanske skupnosti, zlasti Wyandot, Mingo, Shawnee in Wolf Clan Lenapejev, so podpirale Britance. Verjeli so, da jim bo kraljeva proklamacija iz leta 1763, ki je omejevala anglo-ameriško naselitev na vzhod od Apalaških gora, pomagala ohraniti indijansko ozemlje.
Ko se je ameriška revolucionarna vojna stopnjevala, so bili Lenapeji v današnjem Ohiu globoko razdeljeni glede tega, katero stran, če sploh katero, naj zavzamejo v vojni. Ko se je vojna začela, se je Killbuck znašel med Britanci in njihovimi indijanskimi zavezniki na zahodu ter Američani na vzhodu. Lenapeji so se naselili v mnogih manjših vaseh okoli svoje glavne vasi Coshocton, med zahodnimi mejnimi trdnjavami Britancev in Patriotov. Američani so imeli Fort Pitt (današnji Pittsburgh), Britanci pa so skupaj z indijanskimi zavezniki nadzorovali območje Fort Detroita čez reko v današnjem Michiganu.
Nekateri Lenape so se borili proti ameriškim naseljencem in se preselili na zahod, bližje Detroitu, kjer so se naselili ob rekah Scioto in Sandusky. Leta 1778 je Killbuck dovolil ameriškim vojakom prehod skozi ozemlje Lenape, da bi lahko napadli britansko utrdbo Detroit. V zameno je Killbuck zahteval, da Američani zgradijo utrdbo blizu glavne vasi Lenape, Coshocton, da bi jim zagotovili zaščito pred morebitnimi napadi Indijancev, zaveznikov Britancev in lojalistov. Američani so se strinjali in zgradili Fort Laurens, ki so ga tudi garnizirali. Lenape, ki so simpatizirali z Združenimi državami, so ostali v Coshoctonu in voditelji Lenape so podpisali pogodbo iz Fort Pitta (1778) z Američani. S to pogodbo so Lenape upali, da bodo območje Ohia ustanovili kot državo, ki jo bodo naseljevali izključno staroselci, kot podskupino novih Združenih držav. Tretja skupina Lenape, mnogi od njih spreobrnjeni krščanski Munseeji, je živela v več misijonskih vaseh, ki so jih vodili moravski misijonarji. Tako kot druge skupine so tudi oni govorili munseejsko vejo jezika Lenape, algonkvinski jezik.
Britanci so v začetku leta 1779 načrtovali napad na Fort Laurens in zahtevali, da se nevtralni Lenape uradno postavijo na stran Britancev. Killbuck je Američane opozoril na načrtovani napad. Njegova dejanja so pomagala rešiti utrdbo, vendar so jo Američani zapustili le nekaj mesecev kasneje, avgusta 1779. Lenape so izgubili svoje zaščitnike in se znašli brez trdnih zaveznikov v konfliktu, kar je še poslabšalo njihovo razlastitev s strani prodirajočih ameriških pionirjev med vojno in po njej.
White Eyes, poglavar Lenape, ki je pogajal o pogodbi iz Fort Pitta, je umrl leta 1778. Posledično so se mnogi Lenape v Coshoctonu sčasoma pridružili vojni proti Američanom. V odgovor je ameriški vojaški častnik Daniel Brodhead vodil odpravo iz Fort Pitta in 20. aprila sta Brodhead in njegovi možje, vključno z nekaterimi Lenapeji, zavezniki ZDA, napadli in uničili pacifistično moravsko krščansko naselje Lenape Indaochaic, znano tudi kot Lichtenau. Nato je četa s pomočjo poglavarja Lenape Gelelemenda, odpotovala v bližnjo vas Goschachgunk, danes znano kot Coshocton, Ohio. Svoje može je razdelil v tri polke in njihovo vas opustošil. Prvo noč je bilo ujetih 16 bojevnikov, odpeljanih južno od vasi in pobitih; še 20 jih je bilo ubitih v bitki, 20 civilistov pa je bilo ujetih. Preživeli prebivalci so pobegnili na sever. Polkovnik Brodhead je prepričal milico, naj Lenape v preostalih moravskih misijonskih vaseh pusti pri miru, saj so bili neoboroženi neborci.

#### Pogodbe poznega 18. stoletja
Leta 1780 so voditelji skupnosti Lenape, ki so govorili munseejsko in so bili domači v dolini Washington Valley, ki so bili prisilno preseljeni v Brotherton, napisali "skupnostno pogodbo" nasprotovati prodaji več zemlje belim naseljencem:
S tem naj bo znano, da smo v zadnjem času razmišljali o naselitvi belcev na indijanskih deželah, in sklenili smo, da je to nekaj, kar ne bi smelo biti, in nekaj, kar ne bomo dovolili, to je najem ali dajanje v najem omenjenih dežel, odslej, ne, niti s strani lastnikov samih brez soglasja ostalih, še manj pa s strani tistih, ki nimajo tukaj nobene pravice ali zahtevka ...
Prišli smo do teh sklepov, upamo na boljše življenje v prijateljstvu med seboj, morda so nekateri, ki ne marajo belcev za svoje sosede, iz strahu, da se ne bi strinjali, kot bi se morali. morda gre za njihove otroke ali za nekaj, kar imajo pri sebi, ne vemo kaj, spet se lahko zgodi, da beli človek stori nekaj bodisi na zemlji, lesu ali kaj drugega, kar nekaterim lastnikom ne bi bilo všeč in od tod bi prišlo do veliko nemira, in na mnoge druge načine, ki jih lahko jasno vidijo tisti, ki imajo kakršen koli smisel ali razum –

Izjemno smo veseli, ko vidimo, da bomo verjetno živeli v miru med seboj, ne da bi se medsebojno žalili, in to, da belce držimo stran od nas, bo velik korak k temu, in iz tega razloga nameravamo stati ob strani ali raje stati z roko v roki proti vsakemu prihodu na indijanske dežele.— Joseph Micty, Bartholomew Calvin, Jacob Skekit, Robert Skikkit, Derrick Quaquiuse, Benjamin Nicholus, Mary Calvin, Hezekiah Calvin
V obdobju 176 let so evropski naseljenci Lenape potisnili z vzhodne obale, skozi Ohio in sčasoma še bolj na zahod. Večina članov veje Lenape, ki govori munsee, je zapustila Združene države po porazu Britancev v ameriški revolucionarni vojni. Njihovi potomci živijo v treh indijanskih rezervatih v zahodnem Ontariu, Kanada. So potomci tistih Lenape iz Ohia, ki so se med revolucionarno vojno postavili na stran Britancev. Največji rezervat je v Moraviantownu, Ontario, kjer se je leta 1792 po vojni naselila Želvja fratrija.
Leta 1795 je "Pogodba iz Greenvilla" prinesla odstop več domorodnih ozemelj vladi Združenih držav. V zameno so ZDA opustile svoje zahteve po "vseh drugih indijanskih ozemljih severno od reke Ohio, vzhodno od Misisipija ter zahodno in južno od Velikih jezer in voda, ki jih povezujejo". ZDA so se tudi strinjale, da bodo zagotovile letno nadomestilo različnim domorodnim skupinam, vključno z Lenape.
Leta 1796 so Oneide iz Stockbridge, New York, povabile Munsee Lenape v svoj rezervat. Začetni odziv Lenape je bil negativen; leta 1798 so voditelji skupnosti Lenape Bartholomew Calvin, Jason Skekit in 18 drugih podpisali javno izjavo o zavrnitvi odhoda iz "našega lepega kraja v Jerseyju". Munsee so se kasneje strinjali, da se preselijo v New Stockbridge, da bi se pridružili Oneidam. Nekaj gospodinjstev je ostalo in so se asimilirala v New Jerseyju.

### 19. stoletje
V začetku 19. stoletja je amaterski antropolog Silas Wood objavil knjigo, v kateri je trdil, da je na Long Islandu v New Yorku živelo več indijanskih plemen, ki so bila značilna za to območje. Skupaj jih je poimenoval Metoac. Wood (in prejšnji naseljenci) so pogosto napačno razlagali indijansko uporabo krajevnih imen za avtonime. Sodobna znanstvena raziskava je pokazala, da sta na otoku dejansko živeli dve jezikovni skupini, ki sta predstavljali dve različni algonkvinski kulturni identiteti, ne pa "13 posameznih plemen", kot je trdil Wood. Skupine na zahodu so bili Lenape. Tiste na vzhodu so bile kulturno bolj povezane z algonkvinskimi plemeni Nove Anglije čez Long Island Sound, kot so Pequot.
Dve skupini sta se do leta 1802 preselili v okrožje Oneida v New Yorku in sicer Brotherton Indijanci iz New Jerseyja in Stockbridge-Munsee. Leta 1822 so Munsee Lenape iz Washington Valleyja, ki so se preselili v Stockbridge, New York, beli kolonisti ponovno prisilno preselili, več kot 900 mi (1.400 km) daleč, v Green Bay v Wisconsinu.

#### Od Indiane do Missourija
S pogodbo iz St. Mary's, podpisano 3. oktobra 1818 v St. Mary's v Ohiu, so Lenape odstopili svoja ozemlja v Indiani za ozemlja zahodno od Mississippija in letno rento v višini 2.000 dolarjev. V naslednjih nekaj letih so se Lenape naselili ob reki James v Missouriju blizu njenega sotočja z Wilsons Creek, sčasoma so zasedli približno 40.000 arov od približno 2.000.000 arov, ki so jim bili dodeljeni. Anderson v Indiani je poimenovan po poglavarju Williamu Andersonu (Kikthawenund), čigar oče je bil Šved. Vas Lenape v Indiani se je imenovala Anderson's Town, medtem ko se je vas Lenape v Missouriju ob reki James pogosto imenovala Anderson's Village. Koče in koruzna polja plemen so bila razpršena vzdolž reke James in Wilsons Creek.

#### Vloga v zahodni zgodovini
Mnogi Lenape so sodelovali pri raziskovanju zahodnih Združenih držav, delali so kot lovci s krznom z gorskimi možmi ter kot vodniki in lovci za vozne karavane. Služili so kot vojaški vodniki in izvidniki v dogodkih, kot so druga seminolska vojna, Frémontove odprave in osvojitev Kalifornije med mehiško-ameriško vojno. Občasno so igrali presenetljive vloge kot indijanski zavezniki.
Sagundai je spremljal eno od Frémontovih odprav kot eden izmed njegovih vodnikov Lenape. Iz Kalifornije je Frémont moral komunicirati s senatorjem Bentonom. Sagundai se je prostovoljno javil, da bo prenesel sporočilo skozi približno 2.200 kilometrov (1367 milj) sovražnega ozemlja. V tej pustolovščini je vzel veliko skalpov, vključno s skalpom Komanča z izjemno lepim konjem, ki je prehitel tako Sagundaia kot druge Komanče. Sagundai je bil vržen, ko je njegov konj stopil v luknjo prerijskega psa, vendar se je izognil komančevi sulici, ustrelil bojevnika in ujel njegovega konja ter pobegnil drugim Komančem. Ko se je Sagundai vrnil k svojemu plemenu v današnjem Kansasu, so praznovali njegove podvige z zadnjimi vojnimi in skalpnimi plesi v svoji zgodovini, ki so potekali v Edwardsvillu, Kansas.

#### Teksas

##### Španski Teksas
Lenape so se preselili v Teksas v poznem 18. in zgodnjem 19. stoletju. Deli Lenape so se okoli leta 1820 preselili iz Missourija v Teksas in se naselili okoli Rdeče reke in reke Sabine. Lenape so bili miroljubni in so si delili svoje ozemlje v španskem Teksasu s Caddo in drugimi priseljenskimi skupinami, pa tudi s Španci in vedno večjim ameriškim prebivalstvom. Ta miroljuben trend se je nadaljeval, potem ko je Mehika leta 1821 pridobila neodvisnost od Španije.

##### Mehiški Teksas
Leta 1828 je mehiški general Manuel de Mier y Terán opravil inšpekcijo vzhodnega mehiškega Teksasa in ocenil, da je v regiji živelo med 150 in 200 družin Lenape. Lenape so prosili Mier y Terána, naj jim izda zemljiške posesti in pošlje učitelje, da bi se naučili brati in pisati špansko. General, navdušen nad tem, kako dobro so se prilagodili mehiški kulturi, je poslal njihovo prošnjo v Ciudad de México, vendar oblasti Lenape nikoli niso podelile nobenih pravnih naslovov.
Situacija se je spremenila, ko se je leta 1835 začela Teksaška revolucija. Teksaški uradniki so si močno prizadevali pridobiti podporo teksaških plemen na svojo stran in so ponudili priznanje njihovih zemljiških zahtev z napotitvijo treh komisarjev za pogajanja o pogodbi. Februarja 1836 je bila dogovorjena pogodba, ki je določala meje indijanskih ozemelj, vendar tega sporazuma teksaška vlada nikoli ni uradno ratificirala.

##### Teksaška republika
Lenape so ostali prijateljski, potem ko je Teksas pridobil neodvisnost. Predsednik Republike Teksas Sam Houston je zagovarjal politiko miroljubnih odnosov z vsemi plemeni. Iskal je storitve prijateljskih Lenape in leta 1837 je več Lenape vpoklical za zaščito meje pred sovražnimi zahodnimi plemeni. Izvidniki Lenape so se pridružili teksaškim rangerjem, ko so patruljirali po zahodni meji. Houston je poskušal tudi doseči priznanje zemljiških zahtev Lenape, vendar so se njegovi napori srečali le z nasprotovanjem.
Naslednji teksaški predsednik Mirabeau B. Lamar je popolnoma nasprotoval vsem Indijancem. Menil jih je za nezakonite vsiljivce, ki ogrožajo varnost in zemljišča naseljencev, in izdal ukaz za njihovo odstranitev iz Teksasa. Lenape so bili poslani severno od Rdeče reke na indijansko ozemlje, čeprav je nekaj razpršenih Lenape ostalo v Teksasu.
Leta 1841 je bil Houston ponovno izvoljen za drugi mandat predsednika in njegova miroljubna indijanska politika je bila nato ponovno vzpostavljena. Pogodba s preostalimi Lenapi in nekaj drugimi plemeni je bila sklenjena leta 1843 v Fort Birdu in Lenapi so bili vpoklicani, da mu pomagajo skleniti mir s Komanči. Lenapskim izvidnikom in njihovim družinam je bilo dovoljeno naseliti se ob rekah Brazos in Bosque, da bi vplivali na Komanče, naj pridejo k teksaški vladi na mirovno konferenco. Načrt je bil uspešen in Lenapi so pomagali pripeljati Komanče na pogodbeni svet leta 1844.

##### Država Teksas
Leta 1845 se je Republika Teksas strinjala s priključitvijo ZDA, da bi postala ameriška zvezna država. Lenapi so nadaljevali svojo miroljubno politiko z Američani in služili kot tolmači, izvidniki in diplomati za vojsko ZDA in Urad za indijanske zadeve. Leta 1847 je Jim Shaw (Lenap) pomagal Johnu Meusebachu pri naselitvi nemških skupnosti v teksaškem hribovju. Preostanek svojega življenja je Shaw delal kot vojaški izvidnik v Zahodnem Teksasu. Leta 1848 je John Conner (Lenap) vodil ekspedicijo Chihuahua-El Paso in leta 1853 mu je bil s posebnim zakonom teksaške zakonodaje podeljen del zemlje. Ekspedicije kartografa Randolpha B. Marcyja skozi Zahodni Teksas v letih 1849, 1852 in 1854 je vodil Black Beaver (Lenap).
Leta 1854, kljub zgodovini miroljubnih odnosov, je ameriška vlada zadnje teksaške Lenape preselila v indijanski rezervat Brazos blizu Grahama v Teksasu. Leta 1859 so ZDA prisilile preostale Lenape, da se preselijo iz Teksasa na lokacijo ob reki Washita v bližini današnjega Anadarka v Oklahomi.

#### Rezervat Kansas
V skladu s pogoji pogodbe iz James Forka, ki je bila podpisana 24. septembra 1829 in ratificirana s strani senata ZDA leta 1830, so bili Lenapi prisiljeni preseliti se naprej proti zahodu. Dodeljene so jim bile zemlje na indijanskem ozemlju v zameno za zemlje na James Forku reke White River v Missouriju. Te zemlje, v današnjem Kansasu, so bile zahodno od Missourija in severno od reke Kansas. Glavni rezervat je obsegal približno 1.000.000 akrov (4.000 km2) z dodatnim "izhodnim" pasom, širokim 10 milj (16 km), ki se je raztezal proti zahodu.
Leta 1854 je kongres ZDA sprejel zakon Kansas–Nebraska, ki je ustvaril ozemlje Kansas in odprl območje za belo naselitev. Prav tako je pooblastil pogajanja z indijanskimi plemeni glede preselitve. Lenapi so se neradi pogajali za še eno preselitev, vendar so se bali resnih težav z belimi naseljenci in razvil se je konflikt.
Ker Lenapi niso bili obravnavani kot državljani Združenih držav, niso imeli dostopa do sodišč in niso mogli uveljavljati svojih lastninskih pravic. Vojska Združenih držav naj bi uveljavljala njihove pravice do rezervatne zemlje, potem ko je indijanski agent objavil javno obvestilo, ki je opozarjalo na kršitelje, in jim vročil pisno obvestilo, kar je bil postopek, ki je bil na splošno obravnavan kot obremenjujoč. Major B.F. Robinson, indijanski agent, imenovan leta 1855, se je po svojih najboljših močeh trudil, vendar ni mogel nadzorovati stotin belih kršiteljev, ki so kradli živino, sekali les in gradili hiše ter se naselili na lenapskih zemljiščih. Do leta 1860 so se Lenape strinjali, da zapustijo Kansas, kar je bilo v skladu z vladno politiko preseljevanja Indijancev.

#### Oklahoma
Glavni del Lenapejev je prispel na Indijansko ozemlje v 60. letih 19. stoletja. Dve zvezno priznani plemeni Lenapejev v Oklahomi sta Delaware Nation, s sedežem v Anadarku, Oklahoma, in Delaware Tribe of Indians, s sedežem v Bartlesvillu, Oklahoma.
Plemenu Delaware Tribe of Indians je bilo naloženo, da kupi zemljo od rezervata Cherokee Nation; opravili so dve plačili v skupni višini 3.000 dolarjev. Sledil je sodni spor o tem, ali je prodaja vključevala pravice za Lenapeje kot državljane znotraj Cherokee Nation. Medtem ko spor ni bil rešen, je Curtisov zakon iz leta 1898 razpustil plemenske vlade in odredil dodelitev skupnih plemenskih zemljišč posameznim gospodinjstvom članov plemen. Ko so bila zemljišča leta 1907 dodeljena plemenskim članom v parcelah po 160 arov (650.000 m2), je vlada prodala presežna zemljišča ne-Indijancem.

### 20. stoletje
Leta 1979 je Urad za indijanske zadeve Združenih držav Amerike preklical plemenski status Lenapejev, ki so živeli med Cherokee v Oklahomi. Začeli so jih šteti za Cherokee. Lenapeji so to odločitev razveljavili leta 1996, ko jih je zvezna vlada priznala kot ločeno plemensko nacijo.

### 21. stoletje
Cherokee Nation je vložila tožbo za razveljavitev neodvisnega zveznega priznanja Lenapejev. Pleme je izgubilo zvezno priznanje v sodni odločbi leta 2004 v korist Cherokee Nation, vendar ga je ponovno pridobilo 28. julija 2009. Po priznanju se je pleme reorganiziralo v skladu z zakonom o indijanskem blagostanju Oklahome. Člani so 26. maja 2009 z glasovanjem potrdili ustavo in podzakonske akte. Jerry Douglas je bil izvoljen za plemenskega poglavarja.
Septembra 2000 je Delaware Nation iz Oklahome prejela 11,5 arov zemlje v Thornbury Townshipu, okrožje Delaware, Pensilvanija.
Leta 2004 je Delaware Nation vložila tožbo proti Pensilvaniji na Okrožnem sodišču Združenih držav za vzhodno okrožje Pensilvanije, s katero je želela pridobiti nazaj 315 arov, vključenih v nakup Walking Purchase iz leta 1737, za izgradnjo igralnice. V tožbi z naslovom "The Delaware Nation proti Commonwealthu Pensilvanije" so tožniki, ki so delovali kot nasledniki in politična kontinuiteta Lenni Lenapejev in poglavarja Lenapejev Mosesa Tunda Tatamyja, zahtevali domorodne in lastniške pravice do 315 arov zemlje, ki se nahaja v Forks Townshipu v okrožju Northampton, Pensilvanija, blizu mesta Tatamy, Pensilvanija. Po nakupu Walking Purchase je poglavar Tatamy dobil pravno dovoljenje, da on in njegova družina ostaneta na tem zemljišču, znanem kot "Tatamy's Place". Poleg tožbe države je pleme tožilo tudi občino, okrožje in izvoljene uradnike, vključno z guvernerjem Edom Rendellom.
Sodišče je odločilo, da je pravičnost ukinitve domorodnega primera nesodna tudi v primeru goljufije. Ker je do ukinitve prišlo pred sprejetjem prvega zakona o indijanskih odnosih leta 1790, ta zakon ni bil v korist Lenapejem. Posledično je sodišče ugodilo predlogu Commonwealtha za zavrnitev tožbe. V svojem zaključku je sodišče navedlo: "... ugotavljamo, da so bile domorodne pravice naroda Delaware do Tatamy's Place ukinjene leta 1737 in da je bil kasneje naslov lastništva zemljišča podeljen poglavarju Tatamyju – ne plemenu kot kolektivu."
Vsi Lenapeji zdaj  ne živijo v Oklahomi. Mnogi živijo na severovzhodu, nekateri Munsee Lenape pa se prijavljajo za državno priznanje.

## Sodobna plemena in organizacije

### Zvezno priznana plemena ZDA
Tri plemena Lenape so zvezno priznana v Združenih državah:
- Narod Delaware v Anadarko, Oklahoma[83]

- Pleme Indijancev Delaware v Bartlesville, Oklahoma[83]

- Skupnost Stockbridge-Munsee v Bowler, Wisconsin.[84]

### Kanadske prve nacije
Lenapeji, ki so pobegnili iz ZDA v poznem 18. stoletju, so se naselili v današnjem Ontario. Kanada priznava tri Lenape nacije s štirimi indijanskimi rezervati. Vsak se nahaja v jugozahodnem Ontario:
- Nacija Munsee-Delaware, kanadski rezervat blizu St. Thomas, Ontario

- Moravian of the Thames First Nation, kanadski rezervat blizu Chatham-Kent

- Delaware of Six Nations (pri Six Nations of the Grand River), dva kanadska rezervata blizu Brantford, Ontari][85]

## Znani voditelji Lenapov
| Obdobje         | Ime                     | Dogodek, naziv                                                      |
| --------------- | ----------------------- | ------------------------------------------------------------------- |
| 1628–1698       | Tamanend                | Podpisal pogodbo z Williamom Pennom                                 |
| okoli leta 1760 | Neolin                  | Prerok Lenape                                                       |
| 1700–1763       | Teedyuscung             | "Kralj" vzhodnih Lenapejev                                          |
| 1740–1763       | Shingas                 | Vojni poglavar iz klana Puran                                       |
| okoli leta 1737 | Lappawinsoe             | Mirovni poglavar Lenapejev, podpisal pogodbo "The walking purchase" |
| 1730–1778       | White eyes (Bele oči)   | Mirovni poglavar iz klana Želve                                     |
| 1737–1811       | Gelelemend ali Killbuck | Mirovni poglavar klana Želva                                        |
| 1720–1805       | Buckongahelas           | Vojni poglavar klana Volk                                           |
| 1740–1818       | Captain Pipe            | Vojni poglavar klana Volk                                           |